# Уилям Пени
Уилям Пени (на английски: William Penny) е шотландски китоловец, изследовател на Арктика.

## Ранни години (1809 – 1847)
Роден е на 12 юли 1809 година Питърхед, Шотландия, в семейството на Уилям Пени и Хелън Робъртсън. На 12-годишна възраст прави първото си китоловно пътуване на кораба на баща си „Alert“, а през 1835 е вече капитан на китоловния кораб „Нептун“. Дълги години ловува в арктическите райони и придобива богат полярен опит. Участва активно в създаването на китоловни бази в близост до китоловните райони, които в голяма степен са по-безопасни и ефективни.

## Експедиционна дейност (1847 – 1851)
През 1847 Пени прави опит да открие експедицията на Джон Франклин, от която няма известия повече от две години, но опитът му е неуспешен. Когато през 1848 започва официалното търсене на изчезналата експедиция, Пени се включва активно в нейното търсене.
През втората половина на август 1850 достига откъм Бафиновия залив, достига до източния вход на протока Джонс (между островите Елсмиър на север и Девън на юг) с цел да продължи по него на запад, но поради неблагоприятната ледена обстановка завива на юг и през протока Ланкастър достига до южния бряг на остров Корнуолис, където провежда зимуване. От средата на април 1851 с кучешки впрягове пристъпва към изследване на двата бряга на протока Уелингтън (между островите Девън на изток и Корнуолис на запад), като за тази цел разделя хората си на няколко отряда. Един от отрядите преминава по протока на север, покрай западното крайбрежие на Девън. Открива, че на 76° с.ш. брега изменя своето направление – от меридиално в паралелно, отрядът проследява и този участък до пункта, където брегът отново променя направлението си. На север се вижда свободно от ледове море и при това в първата половина на юни. Нямайки лодки при себе си, за да минат през откритото водно пространство (протока Пени), отрядът се връща към мястото на зимуване.
Сам Уилям Пени с друг отряд преминава на север покрай източния бряг на Корнуолис и на север от него, на 75°52′ с. ш. 94°36′ з. д. / 75.866667° с. ш. 94.6° з. д., открива остров Бейли Хамилтън (290 км2), а на северозапад от него – протока Куинс Чанъл и в него остров Дъндас (51 км2). На север от протока Куинс Чанъл вторично след първия отряд открива продължението му – протока Пени (между островите Батърст на югозапад и Девън на североизток). Той също вижда на северозапад чиста вода, свободна от ледове, но и той поради отсъствие на лодки се връща обратно.
След като ледовете се отдръпват, изпраща на север през протока Уелингтън група хора с лодка. Те плават в протока Куинс Чанъл и откриват на север и запад от Бейли Хамилтън още няколко малки острова (Хустън Стюарт, Баринг, Крозиър и др.). Ледената обстановка във втората половина на юни става отново тежка, групата изоставя лодката и се връща в базата пеша. В средата на август 1851 експедицията се отправя към Англия.

## Следващи години (1851 – 1892)
През следващите години Пени насочва усилията си в усъвършенстване на китолова и търговията с китови продукти.
След като се пенсионира последните 25 години от живота си прекарва в Абърдийн, Шотландия, където умира на 1 февруари 1892 година на 82-годишна възраст.

## Памет
Неговото име носят:
- залив Пени (69°37′ с. ш. 116°53′ з. д. / 69.616667° с. ш. 116.883333° з. д.) на югозападното крайбрежие на остров Виктория в Канадския арктичен архипелаг;
- плато Пени (67°17′ с. ш. 66°13′ з. д. / 67.283333° с. ш. 66.216667° з. д.) в югоизточната част на остров Бафинова земя в Канадския арктичен архипелаг;
- проток Пени (76°30′ с. ш. 97°14′ з. д. / 76.5° с. ш. 97.233333° з. д.) в Канадския арктичен архипелаг между остров Батърст на югозапад и п-в Гринел от остров Девън на североизток.